# 花月園観光

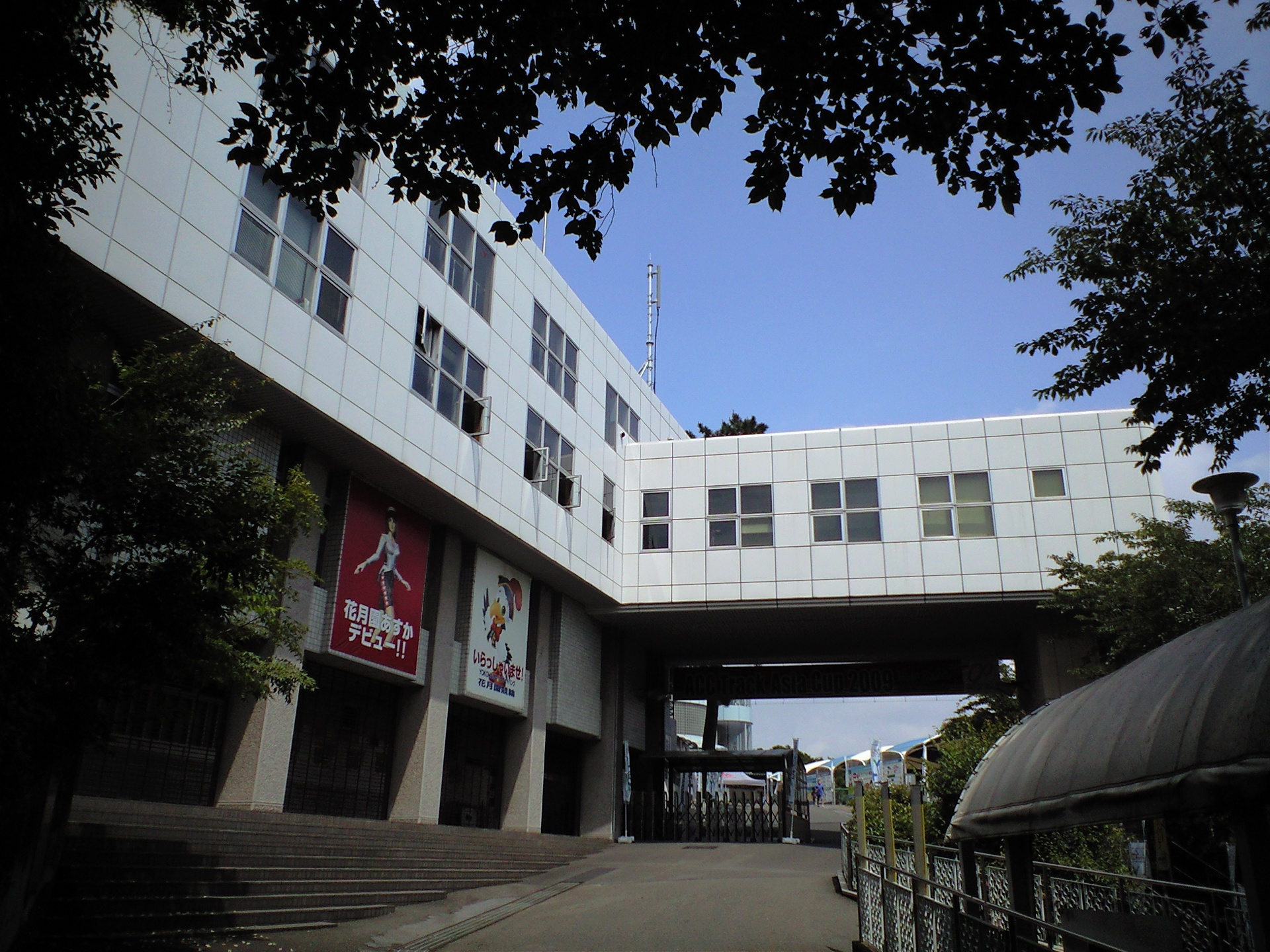
かつての花月園観光本社（花月園競輪場入場口）

花月園観光株式会社（かげつえんかんこう）は、公営競技関係施設を管理運営する会社。本社は神奈川県横浜市中区桜木町に所在する。
現在の社名は、かつて運営していた花月園競輪場の場名と、過去に手がけていた観光事業から付けられたものである。

## 概要
神奈川県による県営の競輪場計画に基づき、県が花月園遊園地の土地を買収し、そこに競輪場を建設して管理運営を行うために設立された会社で、発足当時は神奈川県の第三セクターに近い形であった。2021年現在も、神奈川県、横浜市、横須賀市が大株主に名を連ねている。
開場に向けて神奈川競輪株式会社が仮設立され、競輪場の建設が行われることになったが、場内の土木整備を請け負った地元の松尾工務店が、各種の補償交渉にも精力的に当たったことから、正式設立後は松尾工務店が経営の一部を担うことになった。この設立経緯により花月園観光は競輪場の施設を中心に保有し、場内における土地の9割弱は神奈川県の管理下にあった。
2008年4月に花月園競輪を主催する神奈川県競輪組合と、開催業務などに関わる利益確約型の包括受託契約を結んだが、急激な景気悪化による売り上げ落ち込みの影響を受けて県競輪組合に対し5億円の損失を補填することになった。この事から2009年時点で今後の契約更新について難色を示していたが、12月に神奈川県競輪組合の花月園開催撤退を受け、2010年3月31日を以って花月園競輪場を廃止し、中核事業にあたる競輪場運営から撤退することを公表した。この直後、競輪場の土地の大半を所有する神奈川県に対し借地権確認の訴訟を起こしたが、2011年4月に和解した。和解内容は県が花月園観光に10億円支払う代わりとして、花月園観光は競輪場の土地施設全てを県に無償譲渡し競輪場から退去することが主であったが、これにより花月園観光は本来競輪場の土地を更地として県に明け渡す義務を免除される形になった。なお花月園観光所有の土地施設のうち、選手宿舎（レーサーズハウス花月園）などは訴訟の対象から外されており、訴訟の和解が確実となった2011年3月から8月にかけて相次いで関連会社の松尾工務店へ譲渡している。
近年は競輪場外車券売場事業へ積極的に進出し、2008年には場外のうち4場を傘下に治めており、今後も場外施設の運営事業は継続する。2013年にはジョイホース浜松への経営参加とオートレース横浜の開設により競輪以外の場外発売所施設運営事業にも進出した。
2019年9月時点における株式の時価総額が、上場廃止基準である10億円未満であることから、2019年11月1日に東京証券取引所第二部上場廃止となった。
以前は株式会社東京ドームが筆頭株主であり、花月園観光は同社の持分法適用関連会社となっていたが、東京ドームが2020年1月21日に実施した株式売却により、2021年現在は松尾工務店が筆頭株主となっている。

## 事業
過去には宿泊施設を中心とした観光事業や、店舗経営やケータリングによる飲食事業なども行っていた。特に観光事業では鎌倉に所有していた「ホテル日本学生会館」が知られており、学生向けの修学旅行を対象にするだけでなくユースホステルも併設していた。
観光事業および飲食事業は2006年までに全て撤退し、競輪場運営事業も2010年に撤退したことから、現在は場外売場事業に専念している。
かつて運営していた「花月園」の名が入った宿泊施設は、関連会社である松尾工務店の子会社である、マンション・ビル管理の和興通商株式会社（HP）に譲渡されている。また、かつて行なっていたケータリングの拠点地であった横浜市港南区の敷地を保有し続けていたが2010年9月に売却した。

## 沿革
- 1949年12月 神奈川県営競輪計画に基づき神奈川競輪株式会社（仮称）が設立される
- 1950年5月 花月園競輪場開設
- 1950年7月 神奈川競輪株式会社が設立
- 1952年7月 日本学生会館の運営会社を吸収合併し観光業に進出
- 1958年7月 花月園観光株式会社に商号変更
- 1962年9月 東京証券取引所市場第二部に上場
- 1973年3月 社章を制定
- 1976年4月 当時の箱根ホテル花月園と熱海後楽園が販促のため業務提携
- 1995年6月 本社を横浜市鶴見区鶴見一丁目1番1号（花月園競輪場内管理棟）へ移転
- 2004年2月 株式会社サテライト横浜の株式を所得し関連会社に
- 2006年3月 他事業から全面撤退し再び競輪専業となる
- 2007年8月 サテライト水戸の総合運営管理業務を受託
- 2007年11月 サテライトかしまの事業を譲受し直営化
- 2008年4月 サテライト石鳥谷の運営会社を吸収合併
- 2008年4月 神奈川県競輪組合営競輪の開催業務等を受託
- 2010年3月31日 花月園競輪場の運営を終了[9]
- 2010年10月 株式会社サテライト横浜を完全子会社化
- 2011年3月 東日本大震災の発生によりサテライトかしまの営業を休止
- 2011年4月 本社を現在地に移転
- 2011年11月 株式会社サテライト横浜の全株式を一時的に松尾工務店の子会社へ譲渡[10]
- 2012年1月 株式会社シティーリゾートの設立に参加し関連会社とする[11]
- 2013年2月 シティーリゾートがジョイホース浜松を開設[11]
- 2013年6月 サテライトかしまの営業を再開
- 2013年9月 サテライト横浜に併設する形でオートレース横浜を開設
- 2015年3月 株式会社サテライト横浜の全株式を再び自社で取得[12]
- 2015年7月 サテライト水戸の総合運営管理業務を終了
- 2015年10月 株式会社サテライト横浜を吸収合併[13]
- 2016年4月 サテライト大和の運営業務を受託
- 2019年11月 時価総額が所要額未満により、東京証券取引所市場第二部上場廃止[6][7]。
- 2020年1月 株式会社東京ドームが保有していた全株式を売却[8]。